# Liga de estudantes de Arte de Nova York
A Liga de estudantes de Arte de Nova York (ou Art Students League of New York) é uma escola de arte fundada em 1875.
A sua criação veio em resposta a dois factos: o intervalo antecipado do programa de classes da National Academy of Design para esse ano e o desejo de longa data dos alunos em terem uma educação artística com maior variedade e flexibilidade.
Quando a Academia retomou o seu programa, em 1877, mais típico mas liberalizado, havia um sentimento que a Art Students League of New York tinha conseguido o seu propósito, mas os alunos votaram seguir o seu programa. Foi votada a sua institucionalização em 1878. O American Fine Arts Building, na 215 West 57th Street, alojou o grupo desde 1892. De 1906 até 1922, e depois do fim da Segunda Guerra Mundial (1947-1979), a Art Students League of New York operou uma escola de Verão sobre pintura, em Woodstock, Nova Iorque.